# Combiné nordique aux Jeux olympiques de 1998
Pour des articles plus généraux, voir Combiné nordique aux Jeux olympiques et Jeux olympiques d'hiver de 1998.
Navigation
Lillehammer 1994 Salt Lake City 2002
Les épreuves de combiné nordique aux Jeux olympiques de 1998.

## Podiums
| Épreuves                       | Or                                                                         | Argent                                                            | Bronze                                                        |
| Hommes                         | Hommes                                                                     | Hommes                                                            | Hommes                                                        |
| ------------------------------ | -------------------------------------------------------------------------- | ----------------------------------------------------------------- | ------------------------------------------------------------- |
| Individuel résultats détaillés | Bjarte Engen Vik (NOR)                                                     | Samppa Lajunen (FIN)                                              | Valeri Stoliarov (RUS)                                        |
| Par équipe résultats détaillés | Norvège Kenneth Braaten Fred-Børre Lundberg Halldor Skard Bjarte Engen Vik | Finlande Samppa Lajunen Hannu Manninen Jari Mantila Tapio Nurmela | France Nicolas Bal Sylvain Guillaume Fabrice Guy Ludovic Roux |

## Résultats

### Individuel
| Rang   | Athlète                 | Temps         |
| ------ | ----------------------- | ------------- |
| Or     | Bjarte Engen Vik (NOR)  | 41 min 21 s 1 |
| Argent | Samppa Lajunen (FIN)    | 41 min 48 s 6 |
| Bronze | Valeri Stoliarov (RUS)  | 41 min 49 s 3 |
| 4      | Kenji Ogiwara (JPN)     | 42 min 42 s 2 |
| 5      | Milan Kučera (CZE)      | 42 min 45 s 8 |
| 6      | Tsugiharu Ogiwara (JPN) | 42 min 46 s 4 |
| 7      | Nicolas Bal (FRA)       | 42 min 46 s 8 |
| 8      | Mario Stecher (AUT)     | 43 min 09 s 9 |

### Équipe
| Rang   | Équipe                                                                              | Temps         |
| ------ | ----------------------------------------------------------------------------------- | ------------- |
| Or     | Norvège (Halldor Skard, Kenneth Braaten, Bjarte Engen Vik et Fred Børre Lundberg)   | 54 min 11 s 5 |
| Argent | Finlande (Samppa Lajunen, Jari Mantila, Tapio Nurmela et Hannu Manninen)            | 55 min 30 s 4 |
| Bronze | France (Sylvain Guillaume, Nicolas Bal, Ludovic Roux et Fabrice Guy)                | 55 min 53 s 4 |
| 4      | Autriche (Felix Gottwald, Christophe Eugen, Mario Stecher et Christoph Bieler)      | 56 min 04 s 6 |
| 5      | Japon (Tsugiharu Ogiwara, Satoshi Mori, Gen Tomii et Kenji Ogiwara)                 | 56 min 18 s 8 |
| 6      | Allemagne (Jens Deimel, Thorsten Schmitt, Ronny Ackermann et Matthias Looß)         | 56 min 22 s 0 |
| 7      | Suisse (Marco Zarucchi, Andreas Hartmann, Jean-Yves Cuendet et Urs Kunz)            | 56 min 41 s 6 |
| 8      | République tchèque (Marek Fiurášek (en), Milan Kučera, Jan Matura et Ladislav Rygl) | 57 min 04 s 7 |